# Aliyah Abrams
Aliyah Abrams (née le 3 avril 1997 à New York aux États-Unis) est une athlète guyanienne, spécialiste du 400 mètres.

## Biographie
Après une première participation olympique en 2016, elle est éliminée en demi-finale des championnats du monde 2019 et des Jeux olympiques de 2020.
Lors des championnats du monde en salle de 2022 à Belgrade, elle établit lors des demi-finales un nouveau record d'Amérique du Sud en salle du 400 m en parcourant la distance en 51 s 57, ce qui bat les 51 s 83 de sa compatriote Aliann Pompey. Elle se classe 5e de la finale.

### Famille
Elle est la sœur de l'athlète Jasmine Abrams.

### Palmarès
| Date | Compétition                    | Lieu     | Épreuve    | Résultat | Performance |
| ---- | ------------------------------ | -------- | ---------- | -------- | ----------- |
| 2022 | Championnats du monde en salle | Belgrade | 400 mètres | 5e       | 52 s 34     |

### Records
| Épreuve               | Performance  | Lieu     | Date           |
| --------------------- | ------------ | -------- | -------------- |
| 400 mètres            | 51 s 13      | Austin   | 8 juillet 2019 |
| 400 mètres (en salle) | 51 s 57 (AR) | Belgrade | 18 mars 2022   |